# Medalha da Coroação do Rei Jorge V
A Medalha da Coroação do Rei Jorge V é uma medalha comemorativa feita em 1911 para celebrar a coroação do Rei Jorge V. 

## Descrição
- A medalha de prata tem 32 milímetros de diâmetro. O anverso da medalha mostra o perfil do Rei Jorge V e sua esposa Rainha Maria.
- O verso tem a Cifra real coroada abaixo da data de coroação.
- A faixa comemorativa é azul com duas listras vermelhas finas em seu centro escuro.
  - A fita para a versão da polícia da medalha é vermelha com três listras azuis estreitas.
  - Esta coroação ocorreu em 22 de junho 1911.